# ادمون ژاکلن
ادمون ژاکلن (فرانسوی: Edmond Jacquelin‎; ۳۰ سپتامبر ۱۸۷۵ – ۲۹ ژوئن ۱۹۲۸) دوچرخه‌سوار اهل فرانسه بود.
وی در مسابقات کشوری و بین‌المللی در مجموع برندهٔ ۱ مدال طلا شده‌است.